# Richard Becker
Richard Becker (n. 3 decembrie 1887 – d. 16 martie 1955) a fost un fizician german, care a adus numeroase contribuții în domenii ca: termodinamică, mecanică statistică, superconductivitate și electrodinamică cuantică.
În 1954 devine președinte al Societății Fizice Germane.
Printre cei mai valoroși studenți ai săi se numără: Eugene Wigner (Premiul Nobel pentru Fizică în 1963), Wolfgang Paul și Hans Georg Dehmelt (au luat împreună același premiu în 1989) și Herbert Kroemer (Premiul Nobel în 2000).
1. 1 2  „Richard Becker”, Gemeinsame Normdatei, accesat în 9 aprilie 2014
2. ↑  „Richard Becker”, Gemeinsame Normdatei, accesat în 11 decembrie 2014
3. ↑  Richard Becker, Autoritatea BnF
4. ↑  Richard Becker, Brockhaus Enzyklopädie, accesat în 9 octombrie 2017
5. ↑  „Richard Becker”, Gemeinsame Normdatei, accesat în 30 decembrie 2014
6. ↑  „Richard Becker”, Gemeinsame Normdatei, accesat în 2 aprilie 2015
7. ↑  CONOR.SI[*] Verificați valoarea |titlelink= (ajutor)
8. ↑  Genealogia matematicienilor